# Hypostomus watwata
Hypostomus watwata és una espècie de peix de la família dels loricàrids i de l'ordre dels siluriformes.
Els adults poden assolir els 45 cm de longitud total. Es troba a Guaiana des del riu Oyapock fins al riu Demerara a Sud-amèrica. Ha estat introduït a les illes Hawaii.